# 249160 Urriellu
249160 Urriellu è un asteroide della fascia principale. Scoperto nel 2008, presenta un'orbita caratterizzata da un semiasse maggiore pari a 3,0738102 UA e da un'eccentricità di 0,1206544, inclinata di 10,62336° rispetto all'eclittica.
Dal 28 novembre 2010 al 18 febbraio 2011, quando 256797 Benbow ricevette la denominazione ufficiale, è stato l'asteroide denominato con il più alto numero ordinale. Prima della sua denominazione, il primato era di 243536 Mannheim.
L'asteroide è dedicato all'omonima vetta della catena dei Picos de Europa.